# Celluloid Records
La Celluloid Records è stata un'etichetta discografica francese, poi trasferitasi negli Stati Uniti, fondata da Jean Georgakarakos. L'etichetta produceva una serie di pubblicazioni piuttosto eclettiche ed approfondite, in particolare modo negli anni '80, in gran parte sotto la supervisione del produttore artistico interno all'etichetta, Bill Laswell.
Jean Georgakarakos inaugurò una catena di negozi di dischi in Francia, la Pop Shop, presente in molte città tra cui Parigi, Lione, Grenoble e Aix-en-Provence. Nel 1967 fondò poi l'etichetta di musica jazz BYG Records, che fallì verso la metà degli anni '70. Karakos, come viene spesso abbreviato il suo cognome, produsse album come Monkie-Pockie Boo di Sonny Sharrock.

## Alcuni gruppi prodotti
- Pierre Akendengue
- Aztec Camera
- Baltimore
- Francis Bebey
- Cabaret Voltaire
- Can
- James Chance
- Electro Bamako
- Bobby Fuller
- Gong
- Cheb Khaled
- The Last Poets
- Bill Laswell
- John Lydon
- Material
- Mathematiques Modernes
- Métal Urbain
- The Residents
- Irmin Schmidt
- Scritti Politti
- Snakefinger
- Soft Cell
- Stiff Little Fingers
- Suicide
- Trust
- Tuxedomoon
- Alan Vega
- Virgin Prunes
- Yello